# Strażnica WOP Okrzeszyn
Strażnica WOP Albinów/Okrzeszyn – podstawowy pododdział graniczny Wojsk Ochrony Pogranicza.

## Formowanie i zmiany organizacyjne
Strażnica została sformowana w 1945 w strukturze 53 komendy odcinka jako 247 strażnica WOP (Albendorf) o stanie 56 żołnierzy. Kierownictwo strażnicy stanowili: komendant strażnicy, zastępca komendanta do spraw polityczno-wychowawczych i zastępca do spraw zwiadu. Strażnica składała się z dwóch drużyn strzeleckich, drużyny fizylierów, drużyny łączności i gospodarczej. Etat przewidywał także instruktora do tresury psów służbowych oraz instruktora sanitarnego.
Od 15 marca 1954 wprowadzono nową numerację strażnic, a strażnica WOP Okrzeszyn otrzymała nr 260. 
W 1956 rozpoczęto numerowanie strażnic na poziomie brygady. Strażnica II kategorii Okrzeszyn była 24. w 5 Brygadzie Wojsk Ochrony Pogranicza. W 1960, po kolejnej zmianie numeracji, strażnica posiadała numer 3 i zakwalifikowana była do kategorii IV w 8 Sudeckiej Brygadzie WOP . W 1964 strażnica WOP nr 3 lądowa Okrzeszczyn zaliczona była do IV kategorii.

## Ochrona granicy
Strażnice sąsiednie:
246 strażnica WOP Gehlenau ⇔ 248 strażnica WOP Liebau – 1946
2 strażnica WOP Lubawka ⇔ 4 strażnica WOP Chełmsko Śląskie ⇔ 1964